# Traité de paix de Guendeman
Le traité de paix de Guendeman (Гендемианский мирный договор) est un traité de paix signé le 12 (24) août 1873 entre l'Empire russe et le khanat de Khiva représentés respectivement par le général von Kaufmann, gouverneur-général du Turkestan russe et le khan de Khiva, Saïd Mohammed Rahim II. Il met un terme à l'expédition de Khiva qui s'est conclue par la conquête de la ville fortifiée de Khiva, capitale du khanat, le 29 mai 1873. Le traité de paix est signé à la résidence d'été du khan, située à Guendeman aux abords de la ville.

## Conditions
La signature du traité oblige le khan à se reconnaître le « vassal » de l'Empire russe. Il reconnaît être l'« humble serviteur de l'empereur de toutes les Russies ».
Selon le traité, le khan renonce à une politique étrangère indépendante, reconnaît l'obligation de ne prendre aucune initiative militaire sans l'autorisation des autorités russes.
Le territoire du khanat situé sur la rive droite de l'Amou-Daria est formellement annexé à la Russie. Les marchands russes reçoivent le droit de commercer sans entraves dans le territoire du khanat. De plus l'esclavage et le commerce d'esclaves sont immédiatement abolis. Le texte du traité précise que le khan s'oblige à « abolir pour toujours l'esclavage et la traite des personnes. » Enfin le khanat est contraint de payer aux autorités russes une indemnité de guerre de 2,2 millions de roubles dans les vingt ans (le terme étant fixé à l'année 1893 incluse).